# Louis Grenier (avocat)
Pour les articles homonymes, voir Louis Grenier et Grenier (homonymie).
Louis Grenier, né à Lausanne le 15 novembre 1846 et mort le 8 décembre 1919, est un enseignant, avocat, juge et politicien vaudois.

## Biographie
Louis Grenier, originaire de Vevey, fréquente le collège Galliard avant d'entrer à la Faculté de droit de l'Université de Lausanne, adhérant pendant ses études à la société d'étudiants de Zofingue. 
Avocat, Louis Grenier est nommé professeur de droit civil à l'Université de Lausanne (1878-1905), élu doyen de la Faculté de droit en 1892-1894 puis recteur de l'Université en 1902-1904. Juge suppléant au Tribunal cantonal (1886-1905), il devient juge en 1905 et exerce jusqu'en 1919, présidant l'institution entre 1907 et 1918. Il collabore également au Journal des Tribunaux entre 1874 et 1878. 
À côté de sa carrière d'enseignant et de magistrat, Louis Grenier siège au Grand Conseil. En 1882, il est élu libéral au Conseil municipal de Lausanne et en 1885, il est réélu cette fois sous la bannière radicale. Il assure la direction des finances jusqu'à sa démission en 1893. Désigné comme conseiller d'État par son parti - l'élection n'est pas encore populaire - en 1885, il refuse. Membre de sociétés locales, notamment la Société des Carabiniers avec laquelle il milite en vain en 1911 pour l'organisation du Tir Fédéral à Lausanne - il est aussi membre du Comité de l'hospice orthopédique fondé en 1876 par Henri Martin.

## Sources
- « Louis Grenier », sur la base de données des personnalités vaudoises sur la plateforme « Patrinum » de la Bibliothèque cantonale et universitaire de Lausanne.
- Dossier ATS/ACV
- Olivier Robert, Francesco Panese, Dictionnaire des professeurs de l'Université de Lausanne dès 1890, Lausanne, 2000
- photo Bornand, Lausanne, Patrie suisse, (B.), 1905, no 296, p. 21-22,